# Harc Európáért társasjáték

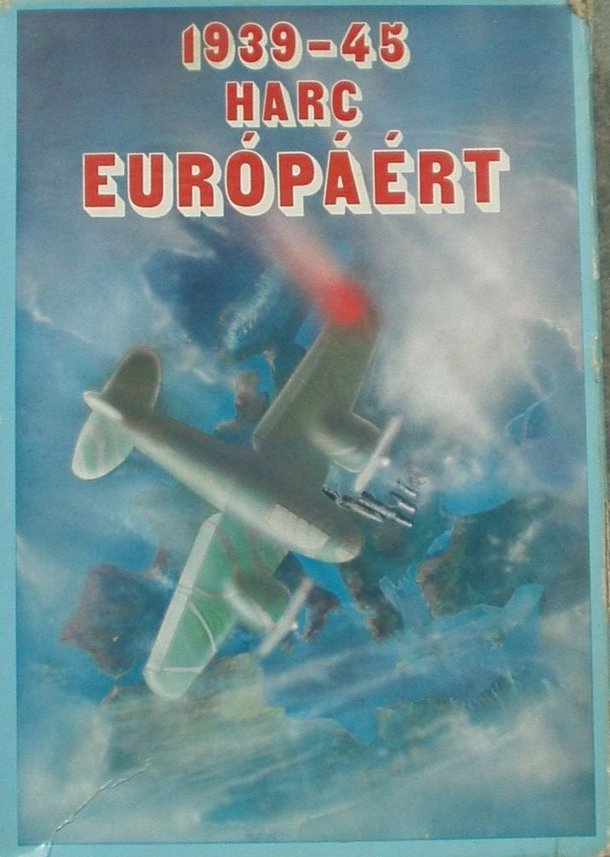
A Harc Európáért játék doboza.

A Harc Európáért a Magyarországon elsőként megjelent, magyar fejlesztésű stratégiai hadi táblás társasjáték. Mivel a megjelenésekor, 1986-ban más hasonló játék hazánkban nem volt kereskedelmi forgalomban kapható, ráadásul a tematikája is bizonyos mértékben politikailag érzékeny volt, a játékot játszók között hamarosan sok tekintetben kultuszjáték kategóriába került. A játék szabályai a szabálykönyv alapján előszörre viszonylag nehezen voltak érthetők, de néhány játék után rá lehetett jönni a szabályok logikájára.
A játék az 1980-as évek második felében és a rendszerváltás éveiben nagyobb könyvesboltokban, játékboltokban, áruházak játékosztályain volt kapható. A doboz eléggé feltűnő volt, a találatot kapott második világháborús repülőgép akkoriban meglehetősen egyedi dizájnt képviselt.
A játékot Hosaka 2004-ben felújította és az internetről letölthetővé tette.

## A játék bemutatása
A játék a II. világháború európai hadszínterének stratégiai szimulációja, amelyben jelentős szerepet kapnak a gazdasági döntések mellett a taktikai megfontolások is. A játékot 2-5 játékos játszhatja, akik a tengelyhatalmaknak (Németország, Olaszország) és a szövetségeseknek (Anglia, Franciaország, Szovjetunió és az Amerikai Egyesült Államok) felelnek meg. Lejátszható a teljes európai és észak-afrikai hadjárat, illetve mint rövidebb játékok a háború egyes jelentős eseményei (a Sarlóvágás hadművelet, a Barbarossa terv, a Bagratyion és Overlord hadműveletek).

## Tartozékok
- 1 db kétoldalas összehajtható térkép

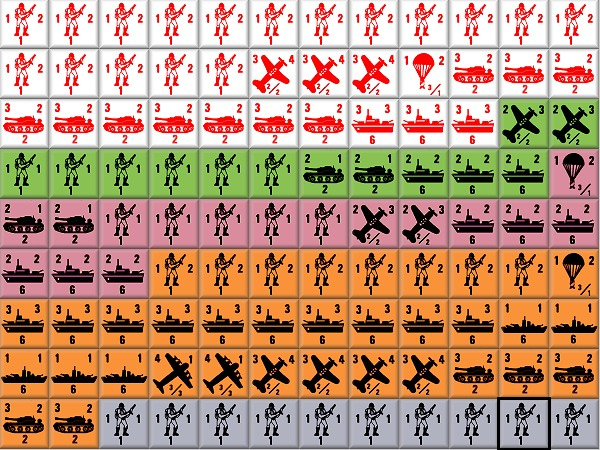
A Harc Európáért játék egységei: a szovjet, francia, olasz, angol egységek.

- A Harc Európáért játék egységei: a szovjet, francia, olasz, angol egységek.2 ívnyi elővágott kartonlap, amiből a harci egységek kiszedhetők, az egyes országoknak megfelelő színekben (Szovjetúnió fehér alapon vörös egységek, Németország fehér alapon barna egységek, Anglia narancs alapon fekete egységek, Franciaország zöld alapon fekete egységek, Olaszország rózsaszín alapon fekete egységek, az ún. csatlós államok, Magyarország, Bulgária és Románia kizárólag gyalogosokkal és barna alapon fekete egységekkel, míg a játékszabályok szerint esetlegesen hadba lépő további országok, mint Spanyolország, Törökország kék alapon fekete egységekkel jelent meg)
- 17 db játékvariáns leírás
- 6 db adatlap
- 12 db dobókocka
- játékszabály[5]

## Játékmódok
A játék nem merev, a játékosoknak alkalmuk van a háború során meg nem történt, vagy végre nem hajtott, de tervezett akciók (mint pl. a Seelöwe-terv) megvalósítására. A játék két nehézségi fokkal készült: alap- és haladó-változatban. További döntési lehetőségeket biztosítanak az opcionális (kiegészítő) szabályok. Mivel a szabálykönyv sok tekintetben nem elég pontos, sokszor viták alakultak ki a szabályokat illetően. Ez viszont sok társaságban továbbfejlesztett szabályokhoz vezettek, olyan játékmódok, variánsok is kialakultak, amelyekben az eredeti szabályok által tiltott akciók is lehetségesek voltak (pl. az USA elfoglalása).
A játékban szerepet kapott Magyarország is, 2 területtel, Budapest és Debrecen megjelöléseivel, a játék által úgy nevezett „csatlós államokat” (Magyarország, Románia, Bulgária) jelölő barna-fekete mezőkben, ehhez tartozó barna-fekete gyalogos harci egységekkel, a nagyobb országoktól eltérően, akik változatos gyalogos, tank, repülő és hajó egységeket igazgathattak.

## A játék fejlesztői
A játék fejlesztőiről keveset lehet tudni.
Az eredeti kiadásban ez szerepel:
| Tervezte és tesztelte:   | Vincze István és a Pancserek |
| Grafika:                 | Kövesdi János                |
| A játékot szerkesztette: | dr. Zimonyi Ferencné         |
| Kiadás éve:              | 1986                         |

A játékot 2004-ben felújították, digitális formában elérhetővé tették az interneten.
| Frissítette:             | Hosaka |
| A frissített kiadás éve: | 2004   |